# Belaynesh Fikadu
Beylanesh Fikadu (Debeberhan, 23 december 1987) is een Ethiopische atlete die is gespecialiseerd in de middellange en lange afstand.
In 2006 won ze de Great Ethiopian Run in een nieuw parcoursrecord van 33.03 door in de laatste 500 meter de Keniaanse Lineth Chepkurui voorbij te sprinten.
In 2007 werd ze vijfde op de FBK Games op de 5000 m in 15.02,14. Begin september 2007 won ze de Tilburg Ten Miles waarbij de vrouwen 10 km lopen. Alleen de Keniaanse Hilda Kibet (toen nog Keniaanse maar tegenwoordig in bezit van een Nederlands paspoort) kon tot in de straten van Tilburg volgen, maar in de sprint legde zij het af tegen Belaynesh Fikadu die in 31.56 over de finish kwam.
Op 23 september 2007 won ze de Dam tot Damloop in 52.57, door opnieuw Hilda Kibet te verslaan die in 53.26 over de finish kwam.
Ze is aangesloten bij atletiekvereniging Ethiopian Banks.

## Persoonlijke records
| Onderdeel | Prestatie | Datum      | Plaats  |
| --------- | --------- | ---------- | ------- |
| 3000 m    | 8:52.04   | 4/07/2007  | Zagreb  |
| 5000 m    | 14:44.26  | 03/07/2009 | Oslo    |
| 10 km     | 31:23     | 06/09/2009 | Tilburg |

## Palmares

### 3000 m
- 2006:  International Meeting in Benidorm - 9.02,85
- 2007:  Hanzekovic Memorial in Zagreb - 8.52,04

### 5000 m
- 2007: 5e FBK Games - 15.02,14
- 2008:  Ethiopische kamp. in Addis Ababa - 15.54,12
- 2008: 4e Afrikaanse kamp. in Addis Ababa - 15.50,49
- 2008:   FBK Games - 14.46,84
- 2008: 4e Bislett Games - 14.52,39
- 2009: 4e London Grand Prix - 15.10,52

### 5 km
- 2006:  Bitburger-Silvesterlauf in Trier - 15.42,2

### 10 km
- 2006:  Nike Cursa de Bombers in Barcelona - 31.55
- 2006:  Great Ethiopian Run - 33.03
- 2007:  Standard Chartered Lahore - 32.05
- 2007:  Tilburg Ten Miles - 31.56
- 2009:  Tilburg Ten Miles - 31.23
- 2012:  Paderborner Osterlauf - 31.50
- 2012: 11e Tilburg Ten Miles - 33.57
- 2013: 4e Rock 'n' Roll New York - 35.57

### 10 Eng. mijl
- 2007:  Dam tot Damloop - 52.57
- 2009: 4e Dam tot Damloop - 51.40

### veldlopen
- 2003: 18e WK junioren in Lausanne - 22.31